# Katholische Pfarrkirche Camuns

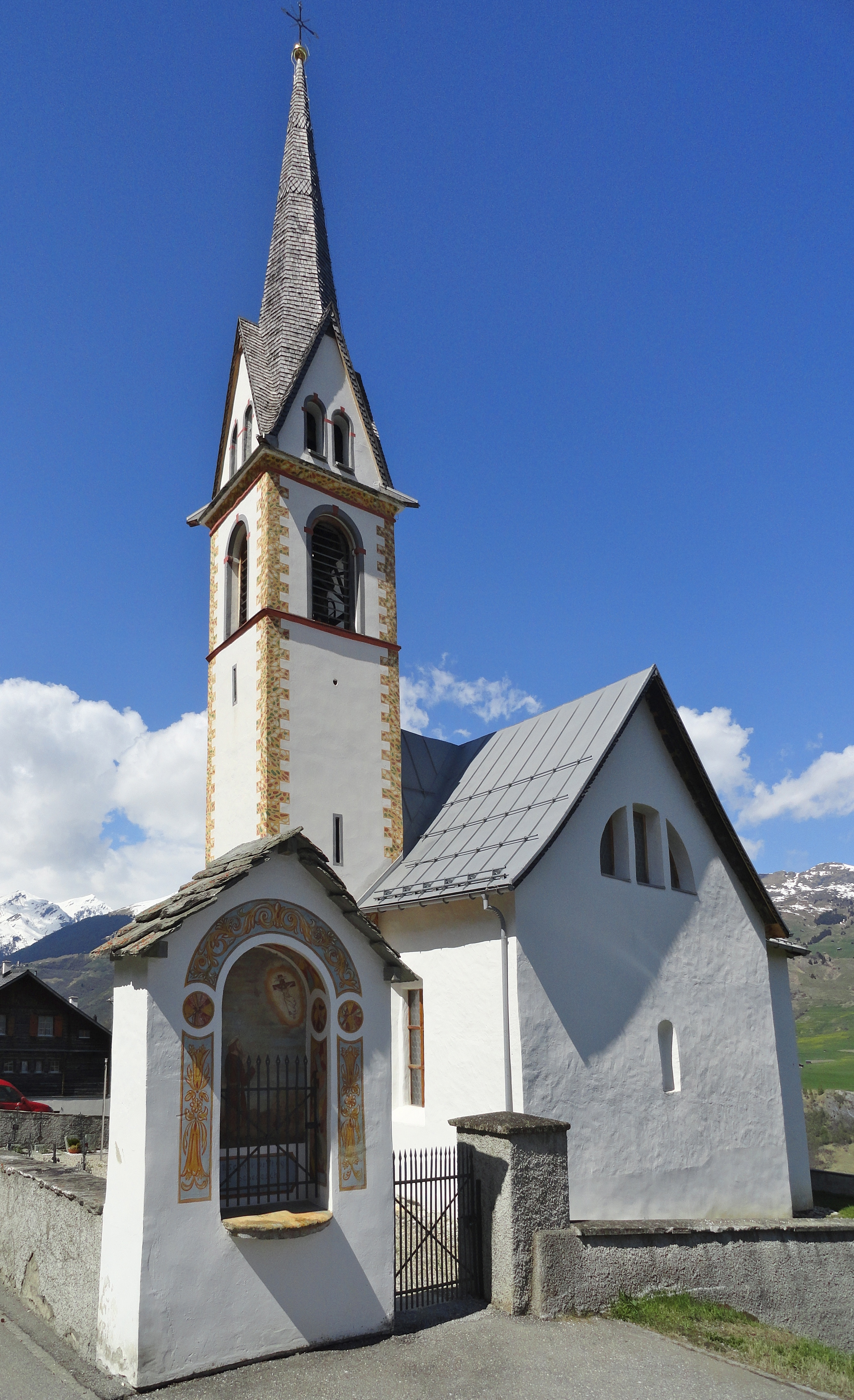
Ansicht von Osten

Die Katholische Pfarrkirche Camuns im Valser Tal im schweizerischen Kanton Graubünden ist Antonius Abt und dem Evangelisten Johannes geweiht.

## Geschichte

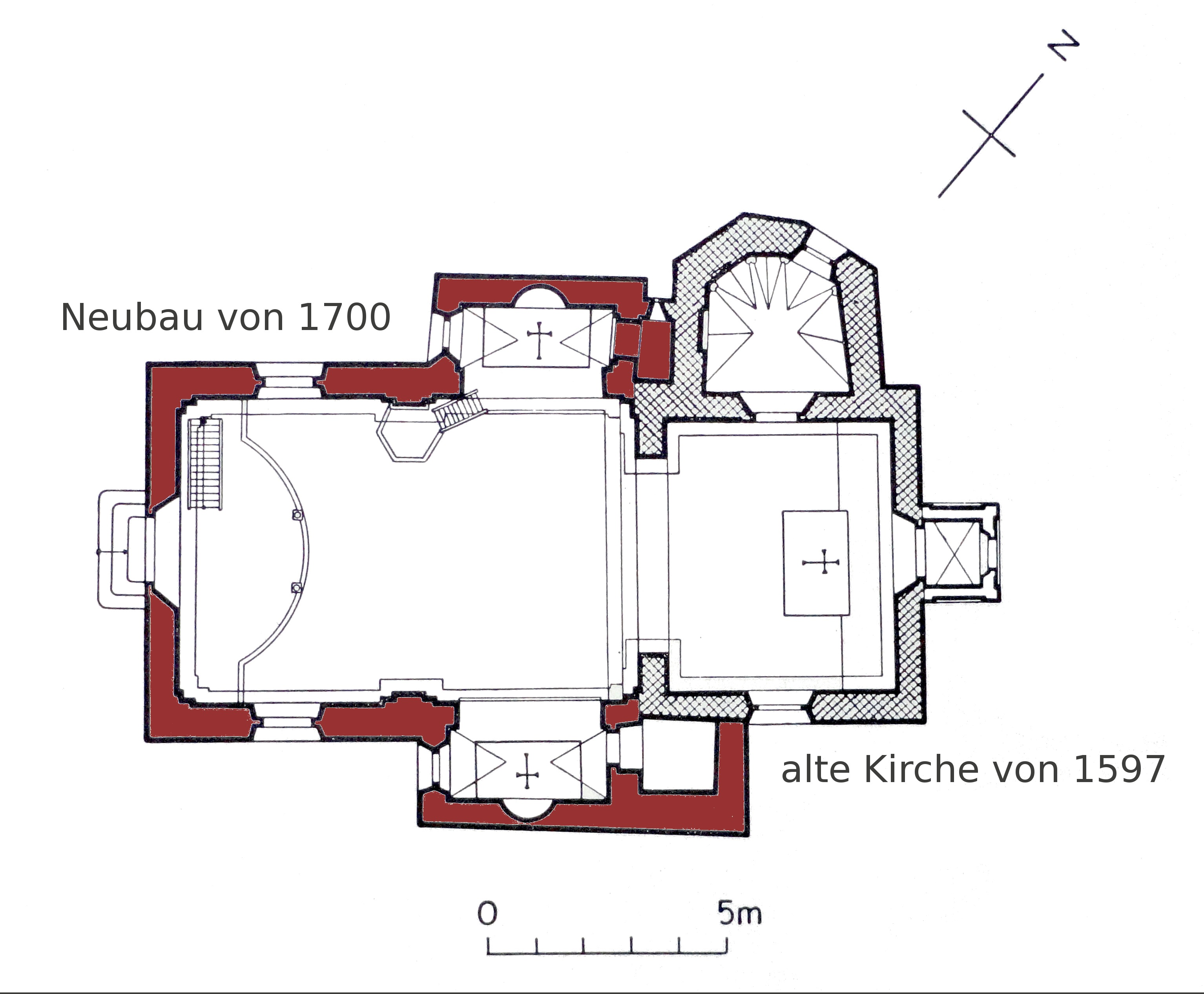
Rechts die alte Kirche, links rechtwinklig dazu der Neubau

Die erste Kirche wurde 1597 gebaut und am 6. August 1600 geweiht. Am 3. Juli 1696 erfolgte die Grundsteinlegung der heutigen Kirche. Sie wurde im rechten Winkel zur alten Kirche gebaut, wobei deren Langhaus zum heutigen Chor wurde. Der alte Chor an der Nordwestseite dient heute als Sakristei. Der Bau wurde 1700 vollendet, am 4. Juli 1704 wurden die beiden Heiligen konsekriert. 1977 fand eine Aussenrenovation statt, 2003/4 eine Gesamtrestauration.

## Bau

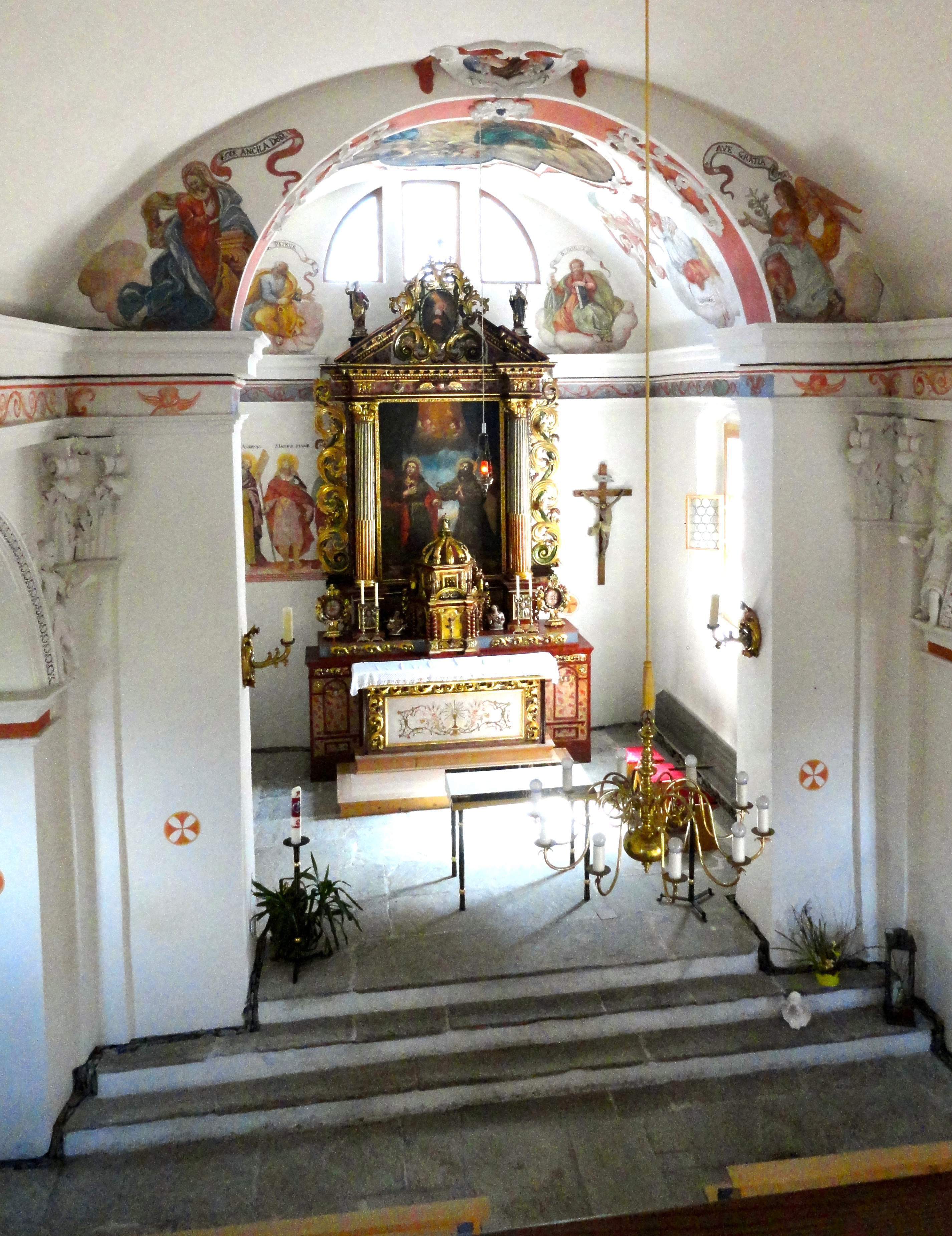
Innenraum

Die nach Nordosten gerichtete Kirche besteht aus einem zweijochigen Schiff mit zwei Seitenkapellen. Anlässlich einer Renovation wurden 1947 die Altarblöcke entfernt. In der rechten Kapelle steht eine hochbarocke Bekleidungsfigur von Antonius von Padua, links eine Marienstatue aus Gips aus der Zeit um 1900.
Anlässlich der Arbeiten von 2003 wurde auch die Marienfigur umfassend restauriert. Aufsteigende Feuchtigkeit, die durch einen Zementverputz an den Wänden bis auf eine Höhe von zwei Metern noch verstärkt wurde, hatten Bau und Ausstattung zu schaffen gemacht. 
Der Turm aus dem Jahr 1696 steht an der Südostseite des Chors. Er trägt über Wimpergen einen achteckigen Spitzhelm. Die vier Glocken wurden 1910 von Glockengießerei Grassmayr gegossen. Sie wurden 1977 durch ein vierstimmiges Glockengeläut der Glockengiesserei H. Rüetschi aus Aarau abgelöst.
Der Hochaltar stammt aus der Zeit um 1700; das Altarblatt zeigt den Evangelisten Johannes und Franz von Assisi. Die Altäre in den Seitenkapellen entstanden zwischen 1710 und 1720.
In Sakristei, Schiff und Chor finden sich Malereien aus dem 16., 17. und 18. Jahrhundert, unter anderem haben sich Reste eines Apostelzyklus erhalten. Die Deckenmalerei in der Mitte des Schiffsgewölbes stammt von Johann Jakob Rieg aus dem Jahr 1696.
Die Orgel auf der rückwärtigen Empore stammt aus der Orgelwerkstatt Arno Caluori und wurde 2005 gebaut als Ersatz für eine Orgel aus dem Jahr 1958 der Werkstatt Orgelbau Cäcilia aus Luzern. Sie verfügt über neuen klingende Register auf einem Manual und Pedal.

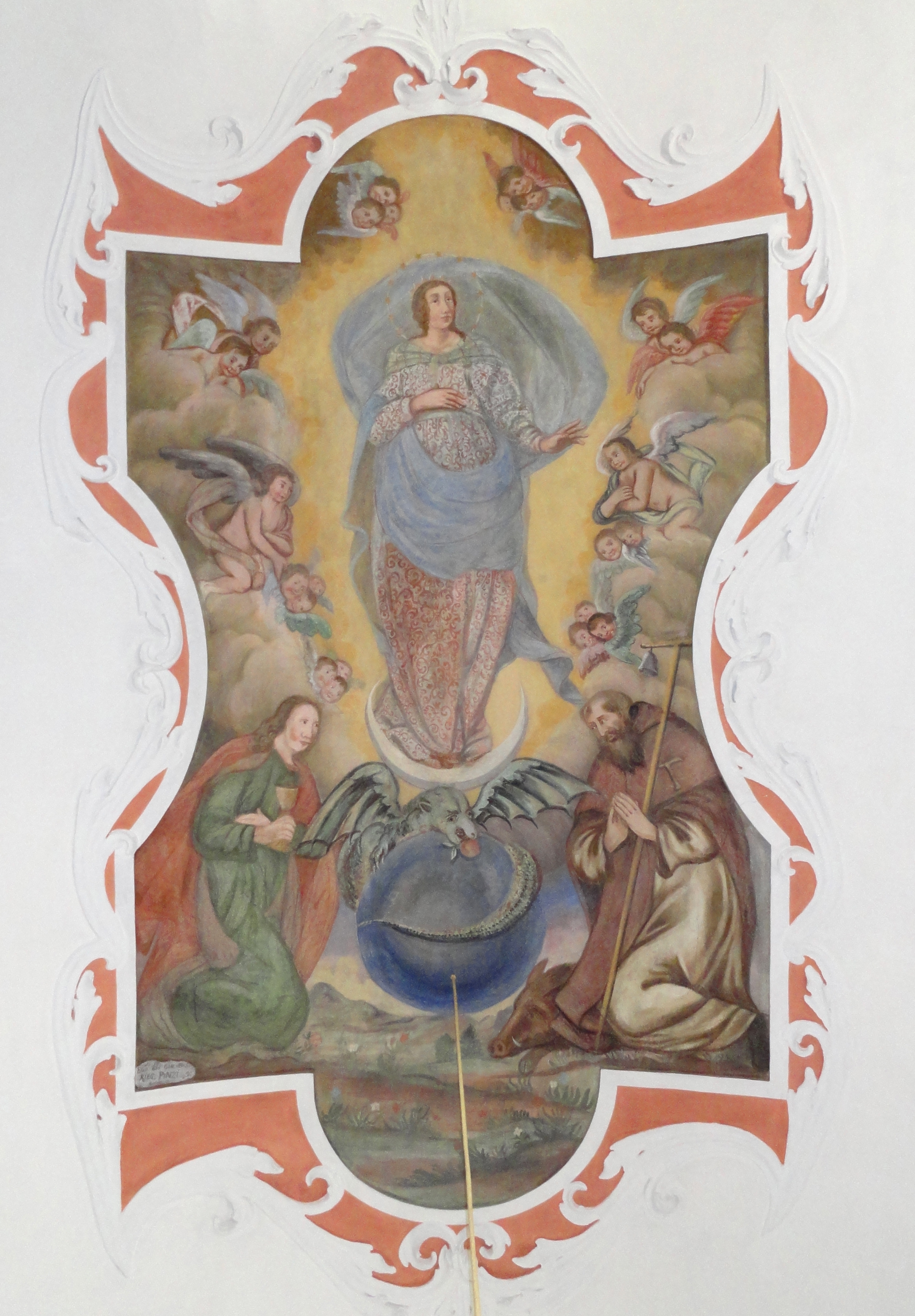
Deckenbild
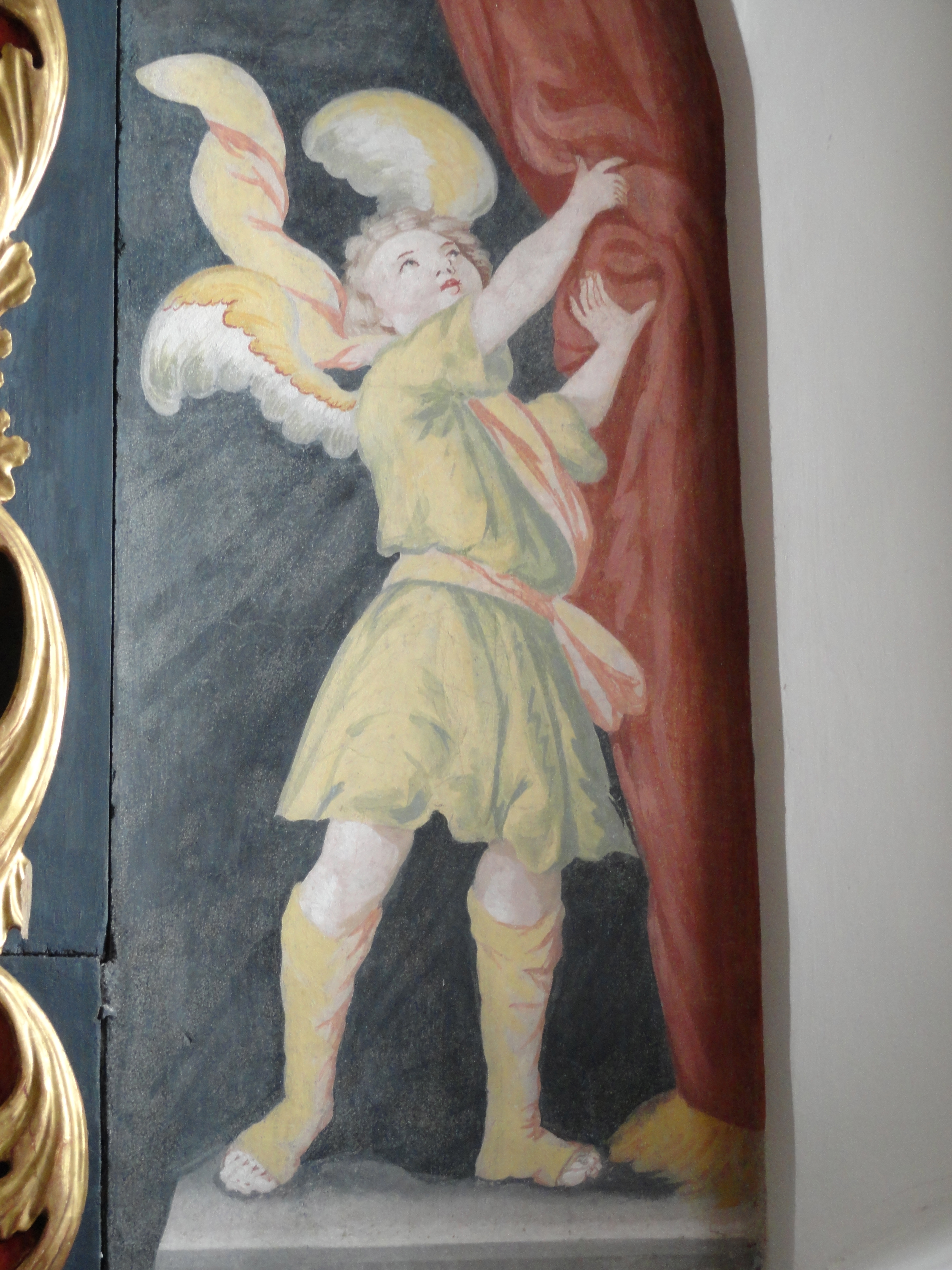
Engelbild beim rechten Seitenaltar
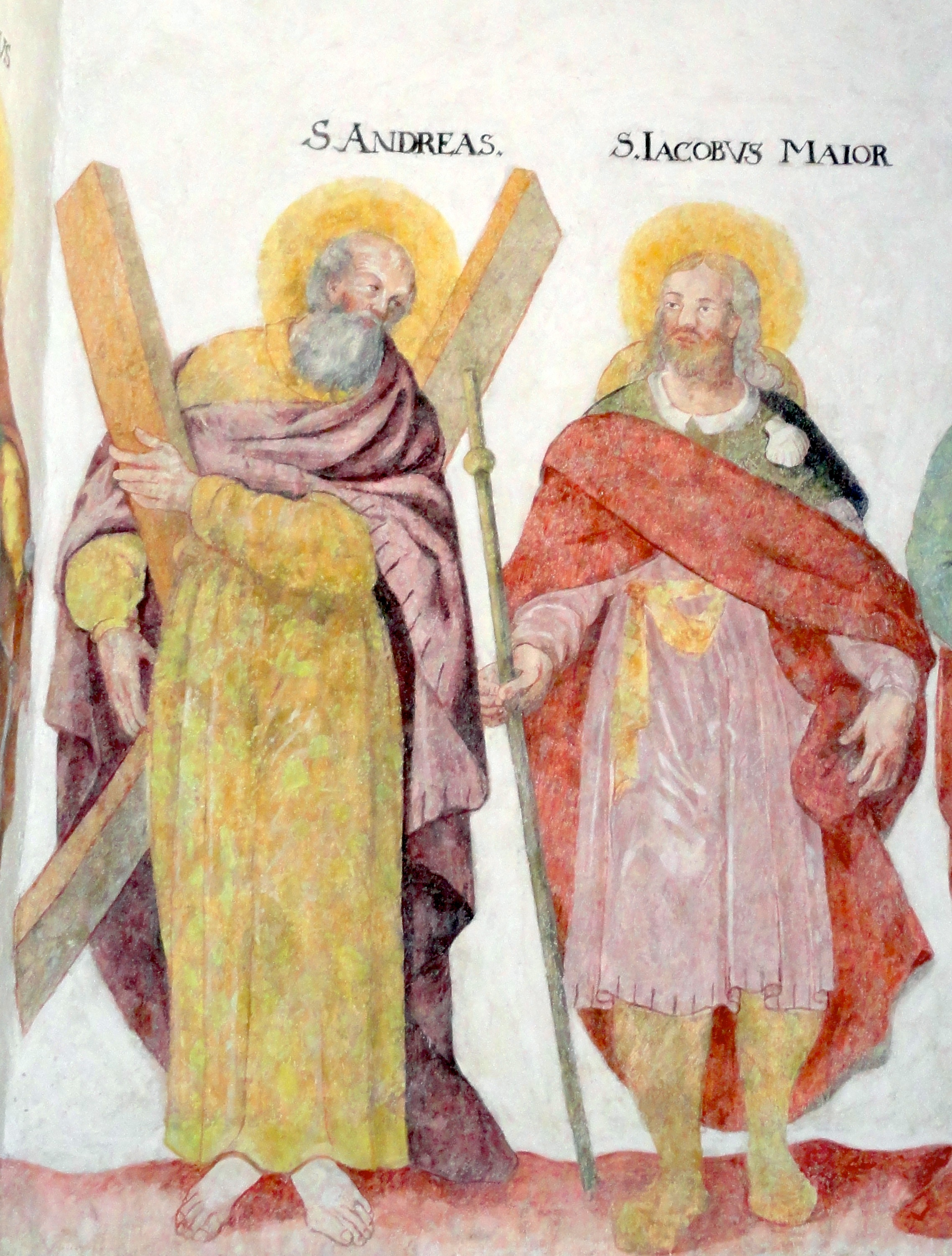
Heilige Andreas und Jakobus
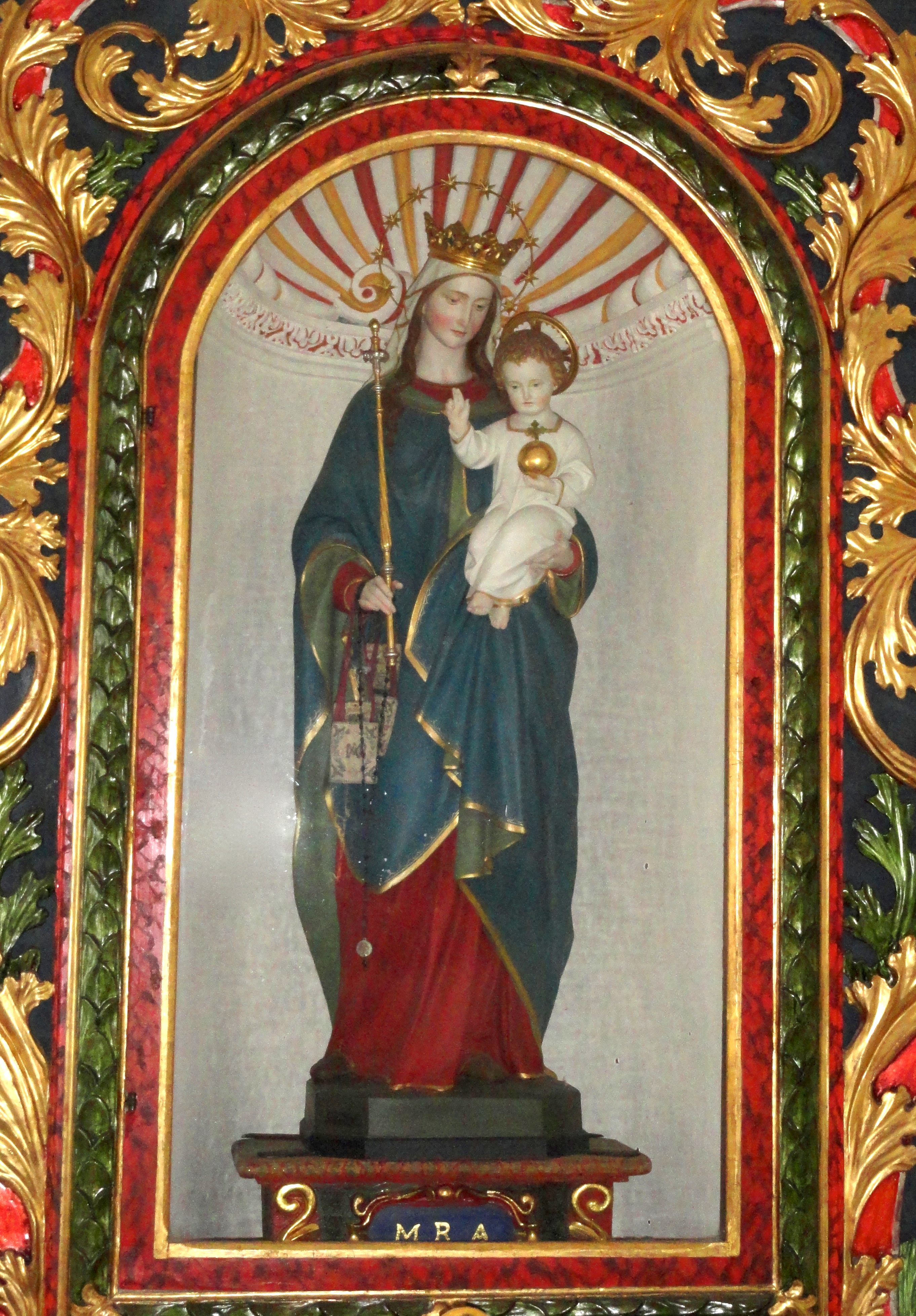
Marienstatue von 1900